# Frederic Roda i Fàbregas
Frederic Roda i Fàbregas (Barcelona, 1950) és un director teatral català. És fill del director teatral, crític teatral i promotor cultural Frederic Roda i Pérez. Entre 1967 i 1973 va formar part del grup musical Tricicle, juntament amb els seus germans Ignasi i Àlvar. Va treballar com a director de la Fira del Teatre de Tàrrega entre 1991 i 1995. També ha dirigit el Teatre de Ponent (1998) i la Coordinadora de Sales Alternatives de Barcelona (2002). A més, exerceix de professor a l'Institut del Teatre.